# 克林頓鎮 (巴倫縣 威斯康辛州)
克林頓鎮是位於美國威斯康辛州巴倫縣的一個鎮。